# Uwe Johnson
Uwe Johnson (Cammin, 20 luglio 1934 – Sheerness, 24 febbraio 1984) è stato uno scrittore tedesco.

## Biografia

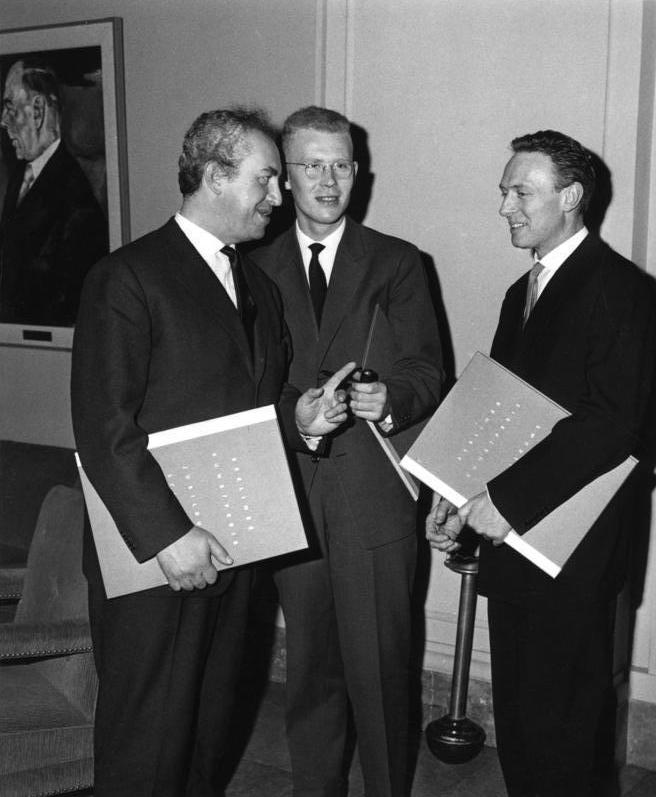
Uwe Johnson (al centro) dopo l'assegnazione del Fontane-Preis, 1960

Uwe Johnson crebbe nella RDT, in seguito studiò germanistica a Rostock e Lipsia (1952-1956), dopo averli conclusi si rifugiò nel 1959 a Berlino Ovest non spinto da motivi ideologici, ma per la necessità di trovare un editore. Lo stesso anno uscì il suo romanzo di debutto: Congetture su Jakob (Mutmassungen über Jakob) con il quale vinse nel 1960 il Fontane-Preis e nel 1962 il Premio Formentor Internazionale. Con il romanzo successivo: Il terzo libro su Achim (1961) si impose come punto di riferimento imprescindibile nella letteratura europea, trovandosi addosso, anche suo malgrado, l'etichetta di primo, vero «scrittore delle due Germanie». Prese parte al Gruppo 47 al fianco di Günter Grass e Ingeborg Bachmann.
Fra il 1966 e il 1968 Johnson visse con la famiglia a New York, nell'Upper West Side a Manhattan, ed è proprio al suo stesso indirizzo che si svolgono le vicende di Gesine Cresspahl, la protagonista del suo opus magnum: I giorni e gli anni. L'opera è una tetralogia, pubblicata fra il 1970 e il 1983, in cui ogni capitolo rappresenta un giorno dell'anno compreso fra il 21 agosto 1967 e il 20 agosto 1968, data dell'invasione russa in Cecoslovacchia che pose sanguinosamente fine alla Primavera di Praga. Il libro, composto in più di quindici anni, abbraccia, sovrapponendo diversi piani temporali secondo i ricordi di Gesine, la storia della Germania dall'inizio del secolo al Sessantotto. Il piano del presente è scandito dalla lettura quotidiana del New York Times.
Uwe Johnson è uno dei maggiori scrittori e intellettuali tedeschi del dopoguerra, ha vinto numerosi riconoscimenti fra cui il Premio Georg Büchner nel 1971, Thomas-Mann-Preis nel 1978 e l'Heinrich-Böll-Preis nel 1983.
Il 24 febbraio 1984, a Sheerness, Johnson è morto a causa di problemi cardiaci, il suo corpo è stato ritrovato solo tre settimane più tardi.

## Libri tradotti e pubblicati in Italia
- Congetture su Jakob, traduzione di Enrico Filippini, Milano - Giangiacomo Feltrinelli Editore, 1961 (ristampa 1995).
- Il terzo libro su Achim, traduzione di Enrico Filippini, Milano - Giangiacomo Feltrinelli Editore, 1963
- Due punti di vista: romanzo, traduzione di Vittoria Ruberl, Milano - Giangiacomo Feltrinelli Editore, 1970
- Anniversari. Dalla vita di Gesine Cresspahl, Milano - Giangiacomo Feltrinelli Editore, 1972
- Vi serve ancora un romanzo?, Torino - Ass. Culturale Italiana, 1973
- Un viaggio a Klagenfurt, Milano - SE editore, 1988
- I giorni e gli anni: dalla vita di Gesine Cresspahl, vol. 1, traduzione di Nicola Pasqualetti e Delia Angiolini, Milano - Giangiacomo Feltrinelli Editore, 2002
- I giorni e gli anni: dalla vita di Gesine Cresspahl, vol. 2, traduzione di Nicola Pasqualetti e Delia Angiolini, Milano - Giangiacomo Feltrinelli Editore, 2005
- Schizzo di un infortunato, Milano - SE editore, 2006.
- Ingrid Babendererde, la maturità del 1953, traduzione di Fabrizio Cambi, Rovereto - Keller editore, 2014
- I giorni e gli anni. 21 agosto 1967 - 19 dicembre 1967, traduzione di Nicola Pasqualetti e Delia Angiolini, Roma - L'orma editore, 2014
- I giorni e gli anni. 20 dicembre 1967 - 19 aprile 1968, traduzione di Nicola Pasqualetti e Delia Angiolini, Roma - L'orma editore, 2014
- I giorni e gli anni. 20 aprile 1968 - 19 giugno 1968, traduzione di Nicola Pasqualetti e Delia Angiolini, Roma - L'orma editore, 2014
- I giorni e gli anni. 20 giugno 1968 - 20 agosto 1968, traduzione di Nicola Pasqualetti e Delia Angiolini, Roma - L'orma editore, 2016